# Culturisme aux Jeux asiatiques de 2006
Les épreuves de culturisme aux Jeux asiatiques de 2006 se sont déroulées les 8 et 9 décembre 2006 au Al-Dana Banquet Hall, à Doha, au Qatar. Huit épreuves (exclusivement masculines) ont été organisées. 
Un culturiste irakien, Saad Faeaz, a été exclu de la compétition après que 134 ampoules de nandrolone aient été découvertes dans ses bagages à son arrivée à l'aéroport de Doha.

## Tableau desmédailles
|          | Culturisme aux Jeux asiatiques de 2006 |    |        |        |       |
| Position | Pays                                   | Or | Argent | Bronze | Total |
| Position | Pays                                   |    |        |        | Total |
| 1        | Qatar                                  | 2  | 1      | 0      | 3     |
| 2        | Bahreïn                                | 1  | 3      | 0      | 4     |
| 3        | Singapour                              | 1  | 0      | 2      | 3     |
| 4        | Chine                                  | 1  | 0      | 0      | 1     |
| 4        | Hong Kong                              | 1  | 0      | 0      | 1     |
| 4        | Thaïlande                              | 1  | 0      | 0      | 1     |
| 4        | Émirats arabes unis                    | 1  | 0      | 0      | 1     |
| 8        | Corée du Sud                           | 0  | 1      | 2      | 3     |
| 9        | Japon                                  | 0  | 1      | 0      | 1     |
| 9        | Malaisie                               | 0  | 1      | 0      | 1     |
| 9        | Viêt Nam                               | 0  | 1      | 0      | 1     |
| 12       | Indonésie                              | 0  | 0      | 1      | 1     |
| 12       | Jordanie                               | 0  | 0      | 1      | 1     |
| 12       | Macao                                  | 0  | 0      | 1      | 1     |
| 12       | Syrie                                  | 0  | 0      | 1      | 1     |

## Hommes

### Moins de 60 kg
| Médaille | Nom            | Pays      | Points |
| -------- | -------------- | --------- | ------ |
|          | Quian Ji Cheng | Chine     | 10     |
| Argent   | Pham Van Mach  | Viêt Nam  | 28     |
| Bronze   | Ibrahim Sihat  | Singapour | 28     |

### Moins de 65 kg
| Médaille | Nom                         | Pays                | Points |
| -------- | --------------------------- | ------------------- | ------ |
|          | Mohamed Salem Abdulla Zahmi | Émirats arabes unis | 14     |
| Argent   | Sazali Abd Samad            | Malaisie            | 16     |
| Bronze   | Chong Ka Lap                | Macao               | 33     |

### Moins de 70 kg
| Médaille | Nom                 | Pays      | Points |
| -------- | ------------------- | --------- | ------ |
|          | Chua Ling Fung      | Singapour | 10     |
| Argent   | Sayed Faisal Husain | Bahreïn   | 27     |
| Bronze   | Syafrizaldy         | Indonésie | 34     |

### Moins de 75 kg
| Médaille | Nom                     | Pays      | Points |
| -------- | ----------------------- | --------- | ------ |
|          | Chan Yun To             | Hong Kong | 10     |
| Argent   | Yoshihiro Yano          | Japon     | 27     |
| Bronze   | Mohamed Ismail Muhammad | Singapour | 37     |

### Moins de 80 kg
| Médaille | Nom                       | Pays         | Points |
| -------- | ------------------------- | ------------ | ------ |
|          | Sitthi Charoenrith        | Thaïlande    | 13     |
| Argent   | Mohamed Sabah Naser Hasan | Bahreïn      | 17     |
| Bronze   | Lee Do Hee                | Corée du Sud | 30     |

### Moins de 85 kg
| Médaille | Nom                          | Pays         | Points |
| -------- | ---------------------------- | ------------ | ------ |
|          | Kamal Abdulsalam Abdulrahman | Qatar        | 10     |
| Argent   | Fadhel Husain                | Bahreïn      | 26     |
| Bronze   | Kang Kyung Won               | Corée du Sud | 32     |

### Moins de 90 kg
| Médaille | Nom               | Pays         | Points |
| -------- | ----------------- | ------------ | ------ |
|          | Ali Tabrizi Noori | Qatar        | 10     |
| Argent   | Kim Myong Hun     | Corée du Sud | 22     |
| Bronze   | Hassan Al Saka    | Syrie        | 32     |

### Plus de 90 kg
| Médaille | Nom                             | Pays     | Points |
| -------- | ------------------------------- | -------- | ------ |
|          | Tareq Jafer Mohamed Al Farasani | Bahreïn  | 10     |
| Argent   | Jassim Mohammed Abdulla         | Qatar    | 23     |
| Bronze   | Ahmad Al Saafeen                | Jordanie | 28     |

## Sources
1. ↑  RDS - Sports amateurs - Un Irakien exclu